# Кшиштоф Зборовський (хокеїст)
Кши́штоф Зборо́вський (пол. Krzysztof Zborowski; 22 травня 1982, Новий Торг, Польща) — польський хокеїст, воротар. Виступає за «Легію» (Варшава) в Першій лізі. 
Вихованець хокейної школи ММКС (Новий Торг). Виступав за «Подгале» (Новий Торг), КХ «Сянок», «Унія» (Освенцім).
У складі національної збірної Польщі учасник чемпіонатів світу 2003 (дивізіон I), 2009 (дивізіон I) і 2010 (дивізіон I). У складі молодіжної збірної Польщі учасник чемпіонату світу 2002 (дивізіон I). У складі юніорської збірної Польщі учасник чемпіонату світу 2000 (група B).
Досягнення
- Чемпіон Польщі (2010)
- Володар Кубка Польщі (2004, 2005).